# Propel
Propel — ORM з відкритим вихідним кодом для PHP5. Він дозволяє отримати доступ до бази даних, використовуючи безліч об'єктів, надаються простий API для зберігання та обробки даних. Propel надає веброзробнику необхідні інструменти для роботи з базами даних по аналогії з роботою з іншими класами та об'єктами PHP. Propel також є складовою частиною фреймворку Symfony і був у ньому ORM за замовчуванням до версії 1.2.

## Приклад використання
```
$book
 
=
 
BookPeer
::
retrieveByPK
(
123
);
 
//retrieve a record from a database

$book
->
setName
(
 
'Don\'t be Hax0red! '
 
);
 
//modify. Don't worry about escaping

$book
->
save
();
 
//save

$criteria
 
=
 
new
 
Criteria
();
 
//retrieve all...

$criteria
->
add
(
BookPeer
::
PUBLISH_YEAR
,
 
2009
);
 
//... books published 2009

$criteria
->
addAscendingOrderBy
(
AuthorPeer
::
LAST_NAME
);
 
//... ordered by author

$books
 
=
 
BookPeer
::
doSelectJoinAuthor
 
(
 
$criteria
)
 
;
 

foreach
(
 
$books
 
as
 
$book
)
 
{

 
echo
  
$book
->
getAuthor
()
->
getFullName
();
 

}

```